# Rumbona
Rumbona es un despoblado español del municipio de Segovia, perteneciente a la provincia homónima, en la comunidad autónoma de Castilla y León.
Próximo al también despoblado de Paredones, en sus aledaños el río Frío confluye en el río Milanillos.

## Historia
Hacia mediados del siglo XIX, el lugar, por entonces perteneciente al ayuntamiento de Torredondo, contaba con una casa de labranza que daba hogar a una veintena de personas. Aparece descrito en el decimotercer volumen del Diccionario geográfico-estadístico-histórico de España y sus posesiones de Ultramar de Pascual Madoz con las siguientes palabras:

RUMBONA: cas. en la prov. y part. jud. de Segovia, térm. de Torredondo. sit. á mas de 1 leg. SO., y confina con el térm. del desp. de Berenuy: tiene una buena casa de labranza con habitacion para 20 personas entre amos y criados, con encerraderos y establos para 400 cabezas lanares y 12 parejas de labor, en la cual hubo su capilla oratorio hasta la guerra de la Independencia: el terreno es labrantío en su mayor parte, de 1.ª, 2.ª y 3.ª calidad: tiene algunos prados, y entre ellos uno de riego titulado de Guadaña, con suficientes pastos para 400 cabezas de ganado lanar en verano y 200 en invierno, y algunos fresnos y álamos negros á la orilla del r. Milanos, que le baña por el E. y N., por cuya causa sin duda se le conoce tambien por la caseria de Riomilanos. prod.: trigo, cebada, centeno y garganzos, siendo su producto en quinquenio 1,500 fan. de granos.
(Madoz, 1849, p. 597)

Como el resto del término municipal de Torredondo, en 1857 cuando se anejó al de Madrona y esta el 17 de septiembre de 1971 pasó a formar parte del de Segovia, al que sigue perteneciendo en la actualidad.